# 2013 en Finlande
Chronologie de la Finlande
- 2009
- 2010
- 2011
- 2012
- 2013
- 2014
- 2015
- 2016
- 2017

Cette page concerne les évènements survenus en 2013 en Finlande :

## Événements
- 1er janvier :
  - 16 fusions municipales ont eu lieu en Finlande. Le nombre de municipalités est passé de 336 à 320.
  - Modifications fiscales : entrée en vigueur de la taxe sur la radiodiffusion et augmentation de la TVA (23 % → 24 %, 13 % → 14 %, 9 % → 10 %)[1]
- 30 janvier : attaque au couteau à la bibliothèque de Jyväskylä (en).
- Mars 2013 : le mois a été exceptionnellement froid en Finlande et ailleurs en Europe. La température la plus basse de tout l'hiver finlandais (-38,2 degrés) a été enregistrée à Taivalkoski qu'à la mi-mars. Le dernier mois de mars plus froid enregistré remonte à 1981[2],[3].
- 5 mars : la première initiative citoyenne finlandaise visant à interdire l'élevage d'animaux à fourrure a été soumise au Parlement.
- 17 avril : funérailles nationales de Margaret Thatcher. La Finlande était représentée aux obsèques par le ministre des Affaires européennes, Alexander Stubb.
- 17-21 avril : de graves inondations printanières causées par la fonte tardive mais importante des neiges et la basse pression qui s’est développée simultanément ont causé des ravages dans toute la Finlande.
- 9 mai : un Autrichien et deux Finlandais (Atte Kaleva et Leila Kaleva), retenus en otage au Yémen depuis décembre 2012, ont été libérés grâce à la médiation d'Oman, pays voisin. Le ministère finlandais des Affaires étrangères a recommandé d'éviter tout voyage au Yémen en raison de la faiblesse de la sécurité intérieure du pays.
- 25 juin : Vladimir Poutine est arrivé en visite de travail en Finlande et a rencontré Sauli Niinistö à Naantali.

Sauli-Niinistö.

- 5 juillet : le président allemand Joachim Gauck arrive en visite officielle en Finlande.
- 4 septembre : le président américain Barack Obama est arrivé à Stockholm, où il a rencontré le président finlandais Sauli Niinistö et les premiers ministres des autres pays nordiques. Une déclaration commune publiée lors de cette réunion condamne fermement l'utilisation d'armes chimiques dans la guerre civile syrienne et appelle à une réponse internationale forte.
- 17 septembre : le jeu vidéo Grand Theft Auto V sort en Finlande et ailleurs dans le monde.
- 15-18 novembre : les tempêtes nordiques de 2013 (en) frappent la Finlande.
- 5 décembre : décès du président sud-africain et combattant pour la liberté Nelson Mandela. La Finlande était représentée à ses funérailles par les présidents Sauli Niinistö et Martti Ahtisaari.
- 12-13 décembre : Seija, une tempête d'une rare violence, frappe le sud et l'ouest de la Finlande. Elle est encore plus puissante que la tempête Tapani[4].
- 31 décembre : 
  - la brigade de Carélie du Nord à Kontiolahti et l'École technique de l'armée de l'air à Jämsä Hall sont dissoutes dans le cadre de la réforme organisationnelle des forces de défense. Les derniers conscrits servant dans les unités dissoutes ont été démobilisés deux semaines plus tôt. Par ailleurs, cinq fanfares militaires sont dissoutes en Finlande.
  - l'année se termine avec un temps exceptionnellement doux dans le sud et le centre de la Finlande. Par exemple, le précédent record de température a été battu à la station de mesure de Kaisaniemi à Helsinki, avec une température de +5,3 degrés.

## Sport
- Championnat de Finlande de football 2013
- Championnat de Finlande de hockey sur glace 2012-2013
- Championnat du monde de hockey sur glace 2013
- Championnat du monde féminin moins de 18 ans de hockey sur glace 2013
- Championnats d'Europe espoirs d'athlétisme 2013
- Championnats du monde de course d'orientation 2013

## Culture

### Sortie de film
- Betoniyö
- Heart of a Lion
- Lisa Limone and Maroc Orange, a Rapid Love Story
- Tumman veden päällä (film)